# Placuna ephippium
Placuna ephippium is een tweekleppigensoort uit de familie van de Placunidae. De wetenschappelijke naam van de soort is voor het eerst geldig gepubliceerd in 1788 door Philipsson.